# Bany a la Grenouillère
Bany a la Grenouillère (en francès Bain à la Grenouillère) és una pintura a l'oli realitzada per Claude Monet el 1869 i que, actualment, s'exposa al Metropolitan Museum of Art de Nova York.
La Grenouillère era un restaurant de banys sobre el Sena, que era freqüentada per la petita burgesia parisenca.